# 张易 (南唐)
張易，字简能，五代十国南唐官员，魏州元城人。

## 生平
張易高祖父張萬福，唐朝金吾將軍，迁居萊州掖縣。張易性情豪爽。少年在山东長白山讀書，后来到王屋山、嵩山苦學，五年不吃鹽酪。齊地有高士王達靈居住海上，張易跟他游学。數年后入洛阳，舉進士不中，昇元二年南歸南唐，担任教書郎，大理評事。升任为国都上元县令，唐元宗时，以水部员外郎通判歙州。歙州刺史朱匡業平时謹慎，醉酒虐人。张易前去赴宴，朱匡業先醉。张易就席，擲杯推案，攘袂大呼。朱匡業醉醒，愕然不敢回答，只说：「通判醉了。」从此见到张易表示尊敬。太弟李景遂召他為贊善大夫。用玉杯行酒，傳到张易，他说殿下有重寶輕士之意。就把玉杯摔碎。李景遂不以為忤，避席道歉。张易转任刑部郎中，判大理寺。后周南征時，南唐屢败，上下震恐。张易说：「國家被山帶海，守奕世之業。昔者夫差以無道之兵，威陵齊、晉，孫權以草創之國，勢遏曹、劉。今若上下并力，敌何足畏哉？」当时陳覺、李徵古专权，张易不得重用。吳越国犯邊，张易出為宣歙招諭使，判宣州。前刺史築州城，劳师數萬，张易停止，说：「自守者弱，遠圖者強。何以城為？」吳越不敢再犯。後主李煜封吳王，召张易為吳王司馬。李煜为太子，张易又為左庶子。後主即位，张易担任谏议大夫，判大理寺。请求解任大理，改为勤政殿學士，判御史臺，搜集唐朝武德至寶曆君臣問對及臣下論奏骨鯁者七十二事，作《諫奏集》，进上。注太玄經未成，去世，年六十一岁。